# ملکه چورین
ملکه چورین (به کره‌ای: 철인왕후؛ ۲۷ آوریل ۱۸۳۷–۱۲ ژوئن ۱۸۷۸) که با عنوان ملکه مادر میونگ‌سون (명순 대비) نیز شناخته می‌شود، با ازدواج با چئولجونگ، پادشاه چوسان ملکه چوسان شد.

## زندگی‌نامه
او دختر کیم مون گئون (Hangul: 김문근، Hanja: 金 汶 根) و همسر دوم او، لیدی هئونگ-یانگ از قبیله Yeoheung Min بود (Hangul: 흥양 부부 인 여흥 Han، هانجا: 興 陽 府 夫人 驪閔 氏). به کمک نفوذ قبیله آندونگ کیم بر روی پادشاه چئولجونگ، وی در سال ۱۸۵۱ با چئولجونگ ازدواج کرد.
پادشاه چئولجونگ در ژانویه سال ۱۸۶۴ و بدون هیچ وارثی درگذشت. مرگ او ممکن است توطئه ای از جانب قبیله آندونگ کیم بوده باشد. طایفه آندونگ کیم از طریق وصلت با خاندان یی به قدرت رسیده بودند . انتخاب پادشاه بعدی در دست سه ملکه مادر بود: ملکه شین جئونگ، مادر پادشاه هئون جونگ. ملکه میونگ هون، همسر پادشاه هئون جونگ؛ و ملکه چئورین، همسر چئولجونگ. از آنجایی که ملکه شین جئونگ ملکه مادر ارشد بود، حق تعیین پادشاه بر عهدهٔ او بود.
گرچه از دیرباز، بزرگ‌ترین ملکه کسی بود که حق انتخاب پادشاه جدید را داشت، ملکه چئورین، همسر پادشاه چئولجونگ و یکی از اعضای قبیله آندونگ کیم، مدعی حق انتخاب پادشاه بعدی شد. ملکه سلطنتی بزرگ ملکه شین جئونگ (همسر ولیعهد هیومیونگ و مادر پادشاه هئون جونگ) از طایفه پونگ یانگ جو، که با ازدواج با خاندان یی نیز به شهرت رسیده بود، در حال حاضر این عنوان را داشت.
ملکه چئورین در ۱۲ ژوئن ۱۸۷۸ درگذشت.

## خانواده
- پدر
  - کیم مون گئون (김문근، 金 汶 根) (۱۸۰۱–۱۸۶۳)
    - پدر بزرگ
      - Kim In-sun (김인순، 金麟淳)

    - مادر بزرگ
      - بانو جئونگ از طایفه شین (정부 인 신씨، 貞 夫人 申 氏)؛ (신일식 의 딸) دختر شین ایل سیک (신일식، 申 日 式)
- مادر
  - بانو هونگ یانگ از طایفه یئو هئونگ مین (흥양 부부 인 여흥 민씨، 興 陽 府 夫人 驪 興 閔 氏) (؟ - ۱۸۷۲)؛ (본관: 여흥 민씨) همسر دوم کیم مون گئون
- برادر
  - برادر جوان تر: کیم بایونگ-پیل (김병필، 金炳弼) (۱۸۳۹–۱۸۷۰)
- شوهر
  - پادشاه چئولجئونگ چوسان (۲۵ ژوئیه ۱۸۳۱–۱۶ ژانویه ۱۸۶۴)
- فرزند پسر
  - شاهزاده رویال یی یونگ جون (원자 융준، 元子 隆 俊) (۲۲ نوامبر ۱۸۵۸–۲۵ مه ۱۸۵۹)

## عناوین
- ۲۷ آوریل ۱۸۳۷–۱۷ نوامبر ۱۸۵۱:

۱ بانو کیم (안동 김씨، 安 東 金氏)
۲ دختر کیم مون گون (김문근 의 딸، 金 汶 根 之 女)
- ۱۷ نوامبر ۱۸۵۱[۵] - ۱۶ ژانویه ۱۸۶۴:[۶][۷]

۱ ملکه‌ی چوسان (조선 왕비، 朝鮮王妃)
- ۱۶ ژانویه ۱۸۶۴–۱۲ ژوئن ۱۸۷۸:

۱ ملکه مادر چوسان (조선 대비 / 왕대비، 朝鮮 大 妃 / 王 大 妃)
- ۲۶ مارس ۱۸۶۶[۸] - ۱۲ ژوئن ۱۸۷۸:

۱ ملکه مادر میونگ سون (명순 대비، 明 純 大 妃)

## در فرهنگ عامه
- توسط جو نام گیونگ در مجموعه تلویزیونی کی‌بی‌اس۱، باد و ابر، در سال ۱۹۸۲ به تصویر کشیده شد.
- توسط چائه یو می در مجموعه تلویزیونی ام‌بی‌سی، دوونگ‌ون، در سال ۱۹۹۰ به تصویر کشیده شد.
- توسط یو هی یونگ در مجموعه تلویزیونی کی‌بی‌اس۲، امپراتریس میونگ‌سونگ، در سال ۲۰۰۲–۲۰۰۱ به تصویر کشیده شد.
- توسط شین هه سون در مجموعه تلویزیونی تی‌وی‌ان، آقای ملکه، در سال ۲۰۲۰ به تصویر کشیده شد.